# Euaresta bella
Euaresta bella es una especie de insecto del género Euaresta de la familia Tephritidae del orden Diptera.

El tórax es de color castaño. Las larvas se alimentan de Ambrosia artemisiifolia, el único huésped conocido. Hay una generación por año; pasa el invierno en estadio de larva en las semillas de la planta huésped, empupa en la primavera. Los adultos son activos de junio a septiembre (una sola generación por año).

## Historia
Friedrich Hermann Loew la describió científicamente por primera vez en el año 1862.